# Sepp Nigg
Josef "Sepp" Nigg (* 11. November 1902 in Innsbruck, Österreich-Ungarn; † 27. Februar 1954 in München) war ein österreichischer Schauspieler.

## Leben und Wirken
Josef Nigg begann seine künstlerische Laufbahn gleich nach dem Ersten Weltkrieg in seiner Tiroler Heimat, als er der in seiner Geburtsstadt Innsbruck ansässigen, winzigen Klingenschmid-Bühne angehörte. Er blieb dort zwölf Jahre lang und spielte an diesem Bauerntheater durchweg volkstümliche Typen in ebensolchen Stücken. Anschließend schloss er sich für ein paar Jahre der ebenfalls dort gelegenen Exl-Bühne, gleichfalls ein Bauerntheater, an.
1936 folgte Nigg einem Ruf nach München, wo er unter anderem an den Kammerspielen unter der Leitung von Otto Falckenberg auftrat. Falckenberg ließ ihn auch Charaktere jenseits des bäuerlich-alpinen Spektrums darstellen; so sah man Nigg beispielsweise als Sir Patrick in George Bernard Shaws Arzt am Scheideweg. Sepp Nigg wirkte aber auch an anderen Häusern der bayerischen Landeshauptstadt, so beispielsweise am Münchner Volkstheater, am Kabarett Die Schaubude, am Bayerischen Staatstheater und an der Kleinen Komödie. 
In seiner Münchner Zeit wirkte Josef "Sepp" Nigg bis kurz vor seinem Tode mit Chargenrollen auch in einer Fülle von Kinofilmen mit.

## Filmografie
- 1940: Der Feuerteufel
- 1942: Die See ruft
- 1942: Der Hochtourist
- 1943: Der unendliche Weg
- 1944: Melusine
- 1944/50: Die Schuld der Gabriele Rottweil
- 1949: Die seltsame Geschichte des Brandner Kaspar
- 1950: Liebe auf Eis
- 1950: Der Geigenmacher von Mittenwald
- 1951: Die Alm an der Grenze
- 1951: Es geschehen noch Wunder
- 1951: Die Martinsklause
- 1951: Das Gerücht (Kurzfilm)
- 1952: Die schöne Tölzerin
- 1952: Heimatglocken
- 1952: Im weißen Rößl
- 1953: Der unsterbliche Lump